# Lijst van spelers van Enschedese Boys
Dit is een lijst van voetballers die minimaal één officiële wedstrijd hebben gespeeld in het eerste elftal van de Nederlandse voormalig betaaldvoetbalclub Enschedese Boys.

## A
- Theo Albers

## B
- János Bédl
- Wim van den Bergh
- Beyen
- Thieme Bijl
- Hans Blömer
- Jan Bovenius
- Leen van den Brink
- Joop Bruggeman
- Ned Bulatović
- Herman Buma

## D
- Darius Dhlomo
- Job Drent

## E
- Piet Engelen

## G
- Thomas Geerdink
- Edy Groothuis

## H
- Henk de Heus
- Frits Hilgerink
- Herman ter Horst
- Jan Hueskes

## K
- Theo Kalter
- Pierre Kerkhoffs
- Bart Klaver
- Dirk Klaver
- Gerrit Klein Poelhuis
- Graats Knobbe
- Theo Koenders

## L
- Johan Langkamp
- Waldemar Langwagen
- Abe Lenstra
- Henk Leusink
- Hans Luiten

## M
- Gerrit Moddejonge
- Egbert ter Mors

## N
- Gerrit Nijsink

## P
- Richard Paauwe

## R
- Bennie van Raalte
- Bertie Ridderhof
- Wim Rijkeboer
- Hans Roordink
- Novak Roganović

## S
- Kees Schlosser
- Karl Schnitzler
- Gerard Selderhuis
- Herman Selderhuis
- Jenne Smit
- Bennie van Stuivenberg

## T
- Hein Talman
- Marinus ten Tije

## V
- Jan Verhoeven
- Jan Visser
- Hennie ten Voorde
- Willem de Vries

## W
- Koen Weijdijk
- Rolf Weisveld
- Roelof Welink
- Gerrit Wildeboer
- Gerard Wüstefeld

## Z
- Bertus van Zoeren